# 브링크 (드라마)
《브링크》(영어: The Brink)는 HBO에서 2015년 6월 21일부터 2015년 8월 23일까지 방영한 미국의 정치 풍자 텔레비전 드라마이다. 파키스탄의 지정학상 갈등을 소재로 한다.
시즌 1 방영 후 캔슬되었다.

## 출연진
- 잭 블랙 - 앨릭스 탤벗, 이슬라마바드 주재 미국 외교 공관에서 근무하는 미국 국무부 산하 해외 파견 하급 직원 역
- 팀 로빈스 - 미국 국무장관 월터 라슨 역
- 파블로 슈라이버 - 지크 "제트팩" 틸슨 미국 해군 소령, 마약 거래를 하는 제럴드 R. 포드급 항공모함급 미국 해군 함선 율리시스 S. 그랜트 조종사 역
- 아시프 만드비 - 라피크 마수드, 미국 공관에서 근무하는 파키스탄인 역
- 메리베스 먼로 - 켄드라 피터슨, 월터의 조수 역
- 에릭 레이딘 - 글렌 "재머" 테일러 중위, 지크와 짝인 레이더 요격 장교 역
- 제프 피어슨 - 미국 국방장관 피어스 그레이 역
- 이사이 모랄레스 - 미국 대통령 줄리언 나바로 역